# Tetsuya Asano
Tetsuya Asano (jap. 浅野 哲也, Asano Tetsuya; * 23. Februar 1967 in Hokota, Präfektur Ibaraki) ist ein ehemaliger japanischer Fußballspieler und -trainer.

## Nationalmannschaft
1991 debütierte Asano für die japanische Fußballnationalmannschaft. Asano bestritt acht Länderspiele und erzielte dabei ein Tor.

## Errungene Titel
- Kaiserpokal: 1995, 1999